# Лёбская Рассоха
Лёбская Рассоха — река в России, протекает по Архангельской области. Устье реки находится в 10 км по правому берегу реки Лёба. Длина реки составляет 26 км.

## Данные водного реестра
По данным государственного водного реестра России относится к Двинско-Печорскому бассейновому округу, водохозяйственный участок реки — Мезень от истока до водомерного поста у деревни Малонисогорская. Речной бассейн реки — Мезень.
Код объекта в государственном водном реестре — 03030000112103000045098.